# Móng bò tím
Móng bò tím, lan móng bò hay móng bò hoa tím (danh pháp hai phần: Bauhinia purpurea) là loài thực vật có hoa thuộc họ Đậu, bản địa của Hoa Nam và Đông Nam Á.

## Mô tả
Cây gỗ hoặc cây bụi mọc thẳng, cao 7-10 m. Vỏ màu xám đến nâu sẫm, dày, nhẵn; cành có lông khi còn non, sau nhẵn. Cuống lá 3-4 cm; phiến lá hình tròn, 10-15 × 9-14 cm, cứng như giấy, trục gần như nhẵn, gần trục nhẵn, gân sơ cấp 9-11, gân bậc hai và bậc cao nhô ra, gốc có hình tim nông, đỉnh xẻ đôi đến 1/3-1/2 , thùy hơi nhọn hoặc hiếm khi tròn ở đỉnh. Cụm hoa dạng chùm có ít hoa hoặc chùy có tới 20 hoa, ở nách lá hoặc ngọn. Nụ hoa hình thoi, có 4 hoặc 5 gờ, đỉnh tù. Cuống 7-12 mm. Đài hoa mở thành 2 thuỳ, một thuỳ có 2 răng, thuỳ kia có 3 răng. Cánh hoa màu hồng nhạt, hình thuôn, dài 4-5 cm, có vuốt. Nhị hoa màu mỡ 3 sợi khoảng dài bằng cánh hoa. Nhị lép 5 hoặc 6, 6-10 mm. Bầu nhụy có cuống, mượt như nhung; phong cách cong; đầu nhụy hơi to, có hình vảy. Cây họ đậu tuyến tính, dẹt, 12-25 × 2-2,5 cm; van gỗ. Hạt nén, hình tròn, đường kính 12-15 mm.

## Cảnh quan
Được trồng rộng rãi làm cây cảnh. Phúc Kiến, Quảng Đông, Quảng Tây, Hải Nam, Đài Loan, Vân Nam có lẽ chỉ có nguồn gốc từ Nepal qua gió mùa lục địa châu Á, Campuchia, Lào, Myanmar, Thái Lan, Việt Nam.

## Công dụng
Người bản địa thường dùng loại lan này trị các bệnh về hệ tim. Bằng cách nấu lá,cành,hoa thành thuốc nước uống. Nhân giống bằng cách chiết cành Các hợp chất đã phân lập được từ cây móng bò gồm 5,6-dihydroxy-7-methoxyflavone 6-O-β-D-xylopyranoside, bis [3',4'-dihydroxy-6-methoxy-7,8-furano-5',6'-mono-methylalloxy]-5-C-5-biflavonyl và (4'-hydroxy-7-methyl 3-C-α-L-rhamnopyranosyl)-5-C-5-(4'-hydroxy-7-methyl-3-C-α-D-glucopyranosyl) bioflavonoid, bibenzyl, dibenzoxepin, hỗn hợp phytol fatty ester, lutein, β-sitosterol, isoquercitin và astragalin.

## Hình ảnh

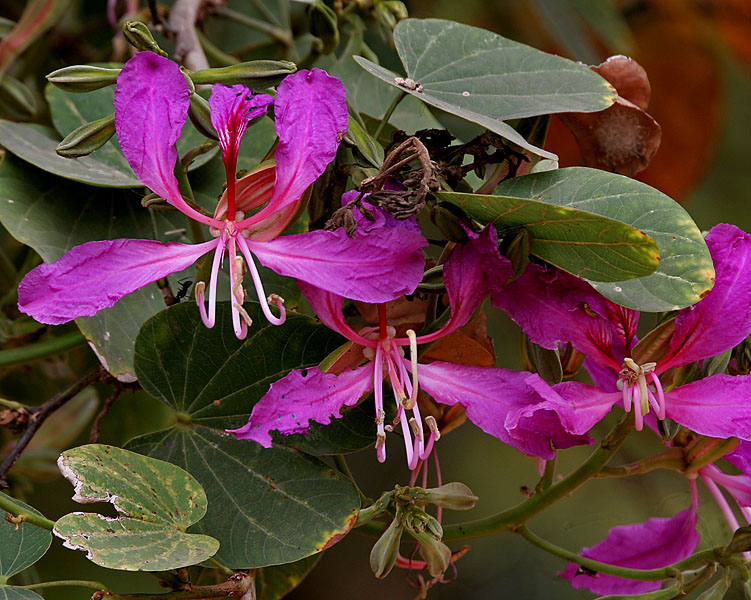
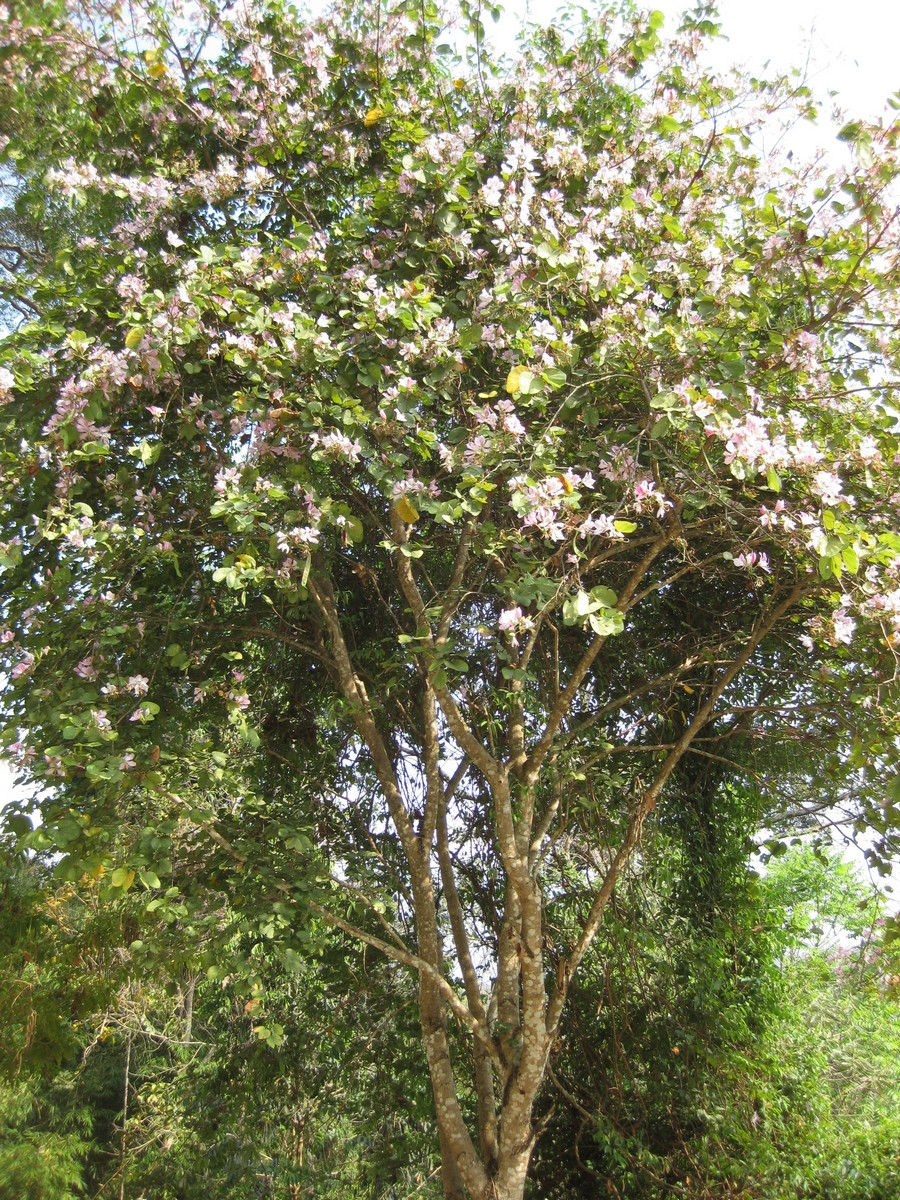
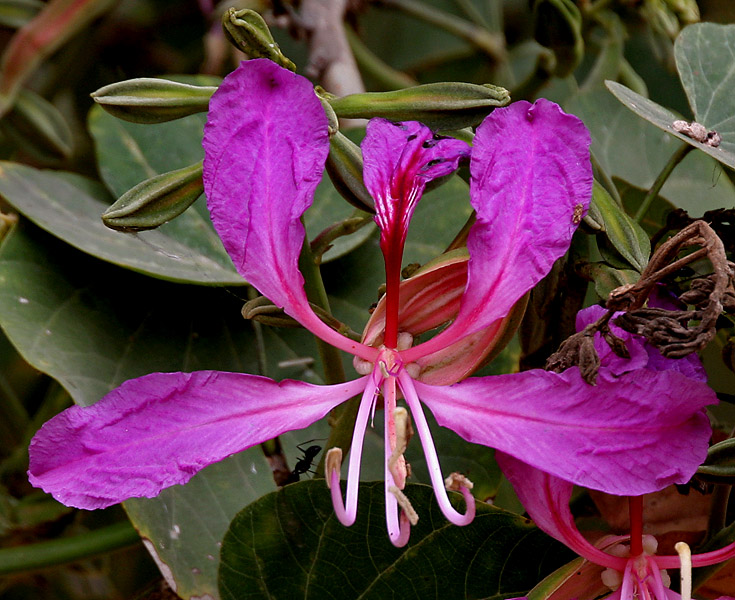
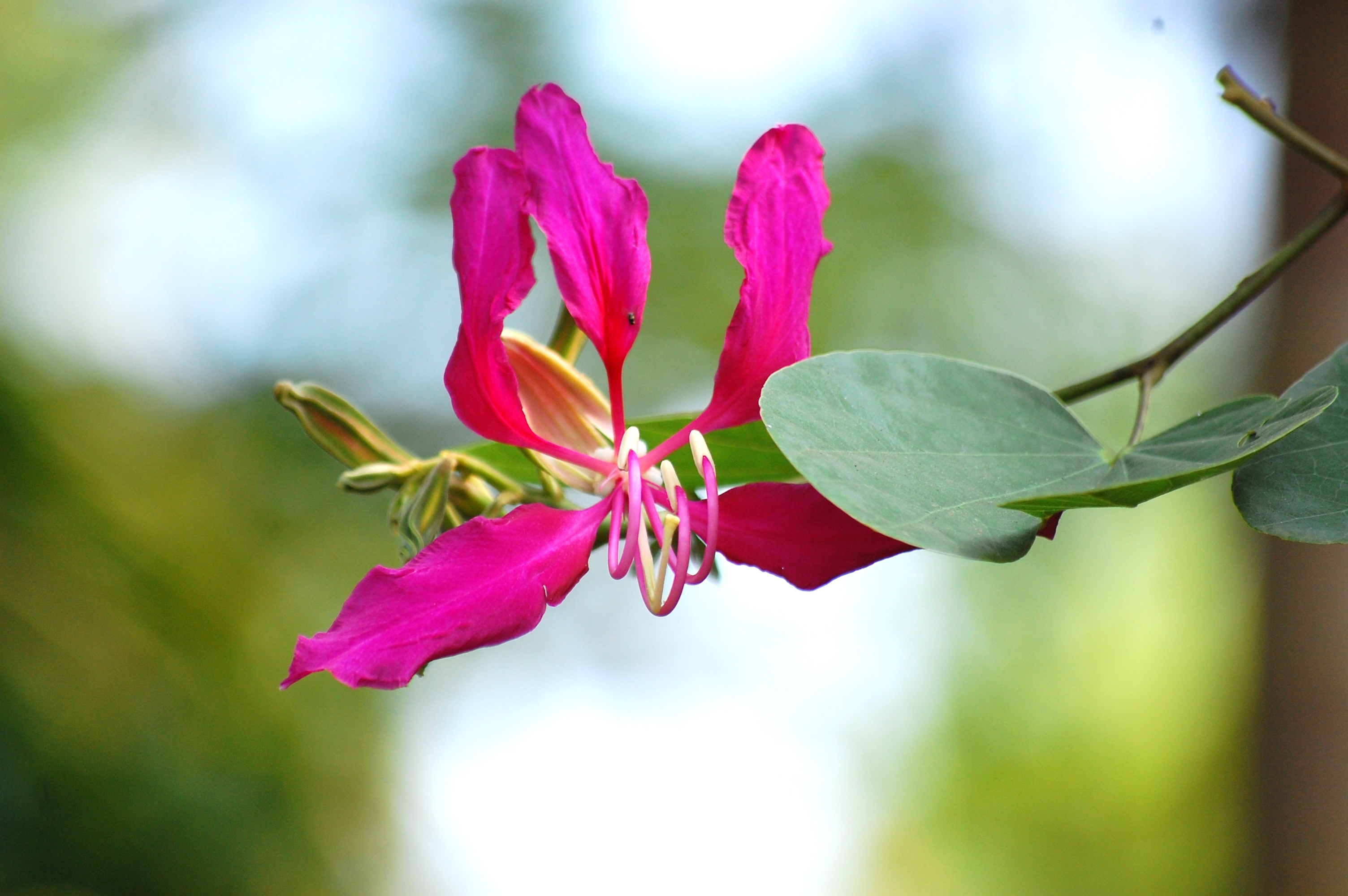